# Grugé-l’Hôpital
Grugé-l’Hôpital korábbi község Franciaország Loire mente régiójában, Maine-et-Loire megyében. 2016. december 15-én kilenc másik korábbi községgel egyesült és Ombrée d’Anjou új község része lett.
Lakosainak száma 271 fő (2018. január 1.). Grugé-l’Hôpital Renazé, Bouillé-Ménard, Bourg-l’Évêque, La Chapelle-Hullin, Combrée, Vergonnes és La Boissière községekkel határos.

## Népesség
A település népességének változása:
| Lakosok száma | 378  | 309  | 269  | 258  | 286  | 308  | 292  | 277  | 275  | 271  |
|               | 1968 | 1975 | 1982 | 1990 | 1999 | 2011 | 2013 | 2015 | 2017 | 2018 |